# Zophos baudoni
Espèce
Zophos baudoni est une espèce d'escargots de la famille des Haplotrematidae, endémique des îles de Guadeloupe et de Dominique, dans les Petites Antilles.

## Description

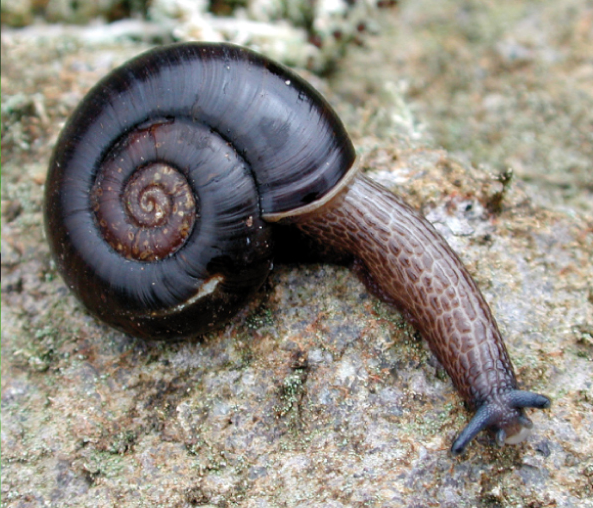
spécimen de Zophos baudoni de la Dominique.

La coquille est déprimée, planorboïde, mince, fragile, brillante, presque lisse. Elle est de couleur brun-verdâtre foncée à noirâtre. Le bord supérieur est quasi plan. L’ouverture est arrondie obliquement. Le péristome est simple, tranchant,. Le type présente une coquille large de 15 mm pour une hauteur de 6-7 mm.
L’aspect lisse de la coquille distingue Zophos baudoni de l’espèce du même genre, Zophos concolor.
Selon Mazé, « l’animal est d’un noir foncé uniforme ».
La localité type est la Basse-Terre, en Guadeloupe.

## Distribution
L’espèce est présente en Guadeloupe, où elle peuple les forêts d’altitude de la Basse-Terre. Elle a également été collectée dans les hautes forêts de la Dominique,. L’attribution à cette espèce des escargots de cette dernière île reste toutefois empreinte de doute dans la mesure où ces derniers pourraient correspondre à une espèce nouvelle pour la science.

## Habitat
Zophos baudoni est une espèce de litière qui se rencontre dans l’ensemble de la forêt pluvieuse de la Basse-Terre ainsi que dans les fourrés d’altitude,,. Elle est toutefois plus fréquente dans la forêt ombrophile montagnarde.

## Écologie
Comme toutes les espèces de la famille des Haplotrematidae, Zophos baudoni est un escargot carnivore. Il est connu pour être vorace, se nourrissant de mollusques phytophages.
L’espèce est vivipare, ce qui est également le cas pour l’espèce congénère de Porto Rico, Zophos  concolor,.